# Holoaden pholeter
Holoaden pholeter é uma espécie de anfíbio da família Craugastoridae. Endêmica do Brasil, pode ser encontrada em altitudes de 1200 a 1400 metros na Serra dos Órgãos no município de Nova Friburgo, no estado do Rio de Janeiro.